# Megapodius freycinet
Megapodius freycinet là một loài chim trong họ Megapodiidae.
Màu lông hơi đen với một màu nhọn ngắn, da mặt đỏ trần, chân tối, tròng đen, và hóa đơn màu nâu và vàng đậm. Nam và nữ tương tự nhau. Các loài mặt đất này sống trong rừng và đầm lầy, bao gồm rừng ngập mặn, của Quần đảo Maluku và Raja Ampat ở Indonesia. Giống như những cái loa khác, nó đẻ trứng trong một gò đất được làm từ đất trộn với lá, cát, sỏi và gậy, lớn tới 11 m (36 ft) đường kính và cao gần 5 m (16 ft). 